# Patrouillenboot 41
De Patrouillenboot 41 klasse (P41) (du: Patrouillenboot 41, fr: Canot Patrouilleur 41, it: Battello Pattugliatore 41) was een klasse van 9 patrouilleschepen die in gebruik waren bij motorbooteenheden van de Zwitserse krijgsmacht die de Zwitserse waterwegen, rivieren en meren bewaakten en beveiligden.
De schepen werden in dienst genomen tijdens de Tweede Wereldoorlog om te patrouilleren op de grensmeren van Zwitserland. Ze werden in drie series in gebruik genomen tussen 1941 en 1944.

## Geschiedenis en prototype
Omdat Zwitserland een geheel door land omgeven natie is middenin de Alpen beschikte de Zwitserse krijgsmacht aan het begin van de Tweede Wereldoorlog niet over schepen, maar vanwege de oorlogsdreiging eind jaren ‘30 gaf de Zwitserse Generalstabsabteilung in 1938 opdracht aan de Kriegstechnische Abteilung Bern (KTA Bern) om te onderzoeken wat voor een schepen gebruikt zouden kunnen voor de grensbewaking.
Men ontving drie aanbiedingen waaronder een van Werner Risch Schiffsbau AG/Packard Automobile AG Zürich. Werner Risch was ontwerper en bezat verschillende octrooien in de scheepsbouw.
Risch bood zijn eigen speedboot „Risch II” aan, die een door Risch gepatenteerd geschroefd aluminium profiel had. Het schip was voorzien van een gemodificeerde Hispano Suiza 12MB (of 1929) vliegtuigmotor die in 1929 ontwikkeld was en die 280 pk leverde bij 2.100 tpm. Deze motor werd in Zwitserland HS 57 genoemd. De Zwitserse regering kocht de boot voor 75.000 Zwitserse frank (ƒ 31.633 of BF 497.252 in 1939).

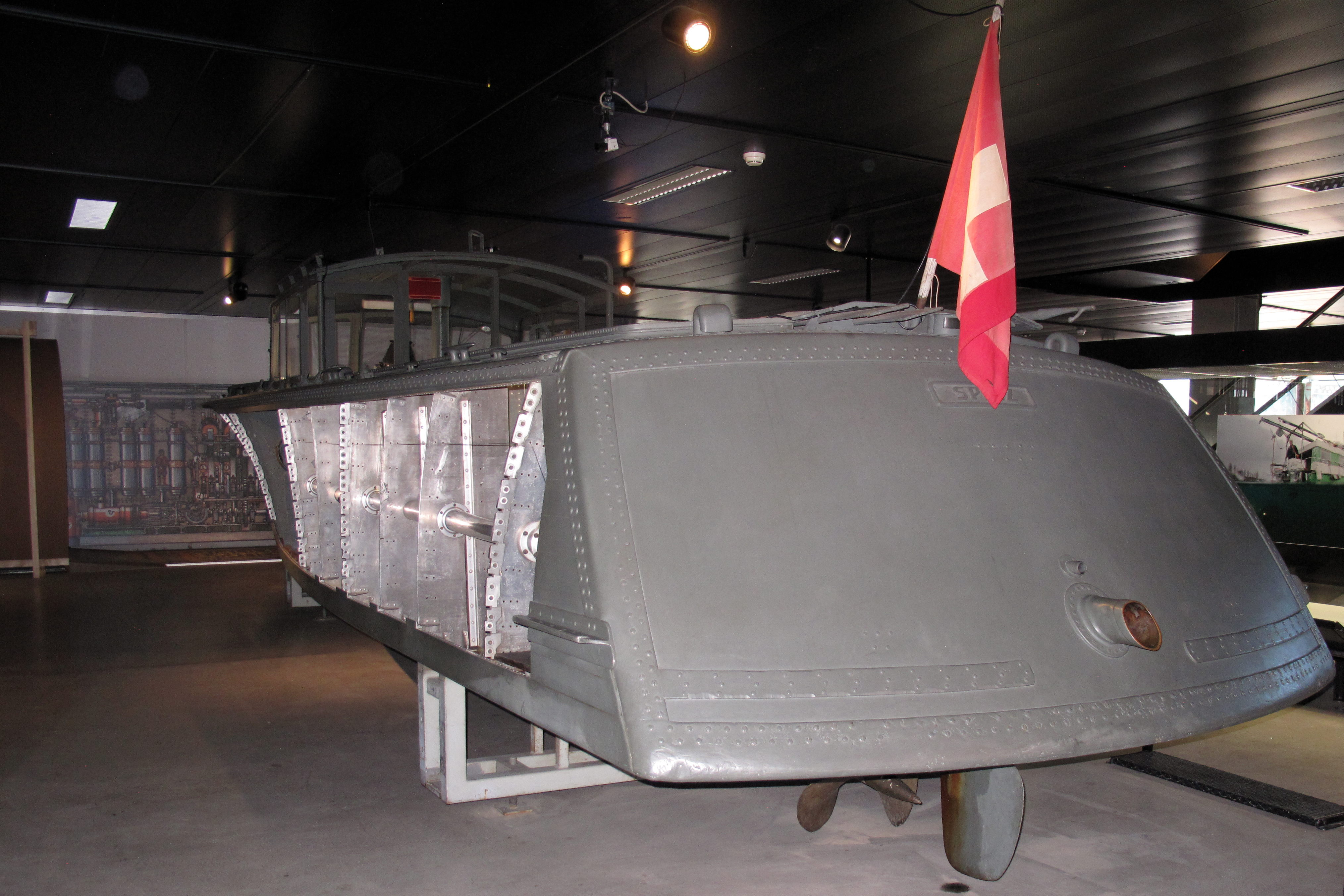
Achteraanzicht Patrouillenboot 41 Spiez in het ‘Verkehrshaus der Schweiz’ transportmuseum in Luzern

De „Risch II” werd bewapend met een 20 mm Solothurn S18/100 antitankgeweer op de boeg en twee 7,5 mm Mg 29/38 mitrailleurs op een dubbelaffuit. Beproevingen leidden tot aanpassingen en vormden de basis voor het „Risch-Boote III”-ontwerp, een grotere en gemilitariseerde versie van de Risch II met een stuurhuis. Dit werd in productie genomen en in gebruik gesteld als "Patrouillenboot 41", waarbij "41" staat voor het jaartal.
Nadat de eerste productieserie begin 1942 in gebruik was genomen werd ook prototype „Risch II” in 1942 in dienst gesteld en kreeg toen de naam „Uri”.. Ook kreeg het vaartuig dezelfde bewapening als de productieboten: de tweeling-Mg38 bleef, en de 20 mm Solothurn werd vervangen door een 24 mm Tankbüchse 41, een halfautomatisch licht antitankgeweer.
| Werf      | Werner Risch Schiffsbau AG/Packard Automobile AG Zürich       |
| Ontwerper | Werner Risch                                                  |
| Bouwjaar  | 1939                                                          |
| Lengte    | 11,80 m                                                       |
| Breedte   | 2,45 m                                                        |
| Diepgang  | 0,65 m                                                        |
| Romp:     | Peraluman, geschroefd                                         |
| Dek       | mahonie                                                       |
| Motor     | Sterling 225 hp, zescilinder, 12,5 liter capaciteit, 2150 rpm |
| Snelheid  | waarschijnlijk ca. 50 km/h (snelheid wordt niet vermeld)      |

## Schepen in de klasse
De schepen werden allemaal genoemd naar een Zwitserse landstreek.
| Naam            | genoemd naar       | In dienst |
| --------------- | ------------------ | --------- |
| Uri (prototype) | kanton Uri         | 1942      |
| Thun            | district Thun      | dec 1941  |
| Brienz          | gemeente Brienz    | dec 1941  |
| Sargans         | gemeente Sargans   | jul 1943  |
| Schwyz          | kanton Schwyz      | jul 1943  |
| Unterwalden     | kanton Unterwalden | jul 1943  |
| Spiez           | gemeente Spiez     | apr 1944  |
| Boningen        | gemeente Boningen  | apr 1944  |
| Brunnen         | gemeente Brunnen   | apr 1944  |

De bewapening van de boten bestond uit een 24 mm Tankbüchse 41 op het voordek en een 7,5 mm Fliegerabwehr-Doppelmaschinengewehr Modell 1938 (Flab Doppel-Mg 38) op het achterdek.
In 1961/’62 werden de schepen gemodificeerd en voorzien van een generatoraggregaat, radar en radio's.
In 1969 werd de 6 cilinder Stirlingmotor benzinemotor van 225 pk vervangen door een nieuwe Palmer Marine V8 SH-V549 benzinemotor van 300 pk bij 3600 rpm.
In 1971 kregen de schepen een nieuwe bewapening die bestond uit twee MG 51 machinegeweren 7,5 mm, één op het voordek en één op het achterdek.

## Organisatie
Na het gebruik van watervliegtuigen door de Duitse Wehrmacht bij de invasies van Noorwegen en Nederland in 1940 vorderde het Zwitserse leger op verschillende meren particuliere boten die werden uitgerust met machinegeweren.
Vanaf 1941 werden de eerste geïmproviseerde Kampfboot-, Seetransport- und Seeverbindungs-Detachemente opgericht.
Begin 1942 werden de eerste Patrouillenboot 41’s in gebruik genomen. Zo ontstond in 1942/1943 een militaire vloot die werd ingezet op de grenswateren en de meren in het binnenland. De 9 Patrouillenboot 41’s waren samen met zo’n 50 gevorderde schepen verdeeld over 13 Motorbootdetachementen (du: Motorbootdetachement, fr: Detachement de canots à moteur, it: Distaccamento motoscafi) )die waren ingedeeld bij verschillende divisies.
In 1947 werden de dertien motorbootdetachementen) samengevoegd in een nieuw opgerichte Motorbootkompanie 1 (Mot Boot Kp 1) (fr: Detachement de canots à moteur 1 (Det canon mot 1), it: Compagnia motoscafi 1 (Cp motoscafi 1)), bestaande uit 13 pelotons verdeeld over negen meren. Omdat de Zwitserse krijgsmacht niet over een zelfstandige marine beschikt zijn de motorbooteenheden onderdeel van de genie van de Zwitserse landmacht.
Bij de reorganisatie in 1961 (“Armee 61”) werden de motorbootdetachementen over drie compagnies verdeeld:
- Mot Boot Kp III/47 (Bodenmeer), Genieabteilung 47, Grenzbrigade 7 (Gz Br 7)
- Cp motoscafi V/49 (Lago Maggiore en Meer van Lugano), Genieabteilung 49, Grenzbrigade 1 (Gz Br 1)
- Mot Boot Kp V/50 (Meer van Genève) Genieabteilung 50, Grenzbrigade 9 (Gz Br 9)

Begin jaren ‘80 werden de 9 Patrouillenboot 41’s vervangen door 11 Patrouillenboot 80’s.
Bij de reorganisatie in 1995 (“Armeereform 95”) bleven de drie motorbootcompagnies, die inmiddels Mot Boot Kp 15 (Meer van Genève), Mot Boot Kp 43 (Bodenmeer) en Cp motoscafi 96 (Lago Maggiore en Meer van Lugano) heetten, behouden ter ondersteuning van Territorialdivisionen en het Grenzwachtkorps, en om maritieme bewaking, verkenningen (o.a. radarbewaking en het verzamelen van inlichtingen) en scheepscontroles uit te voeren.
Bij de reorganisatie in 2004 (“Armeereform XXI”) werden de drie compagnies samengevoegd tot één: Mot Bootkp 10.

## Maritieme vlag
De patrouilleboten van de Motorbootkompanie de op binnenwateren patrouilleren, voeren in plaats van de gewone vierkante Zwitserse vlag de rechthoekige (2:3) Zwitserse maritieme vlag, die ook gevoerd wordt door koopvaardijschepen die onder Zwitserse vlag varen.

## Museumexemplaren
- Patrouillenboot 41 Spiez staat tentoongesteld in het ‘Verkehrshaus der Schweiz’ transportmuseum in Luzern.[14]